# Яненков, Ян Сергеевич
Ян Яненков (настоящее имя Александр Сергеевич Яненков; род. 12 июня 1960, Ступино, Московская область) — советский и российский гитарист. Известен как участник группы Стаса Намина и группы Gorky Park.

## Биография
Учился в музыкальной школе, окончил её по классу классическая гитара. Потом учился в Московском авиационном технологическом институте. Немного проучился в джазовой студии «Москворечье» (Москва), основанной Алексеем Козловым. Но из-за того, что никак не удавалось совмещать её и институт, пробыл в ней всего год.
После учёбы полгода проработал инженером в научно-исследовательском институте, ушёл из него в ВИА «Коробейники», по протежированию друга из ансамбля «Голубые гитары». Как поясняет сам гитарист, почему он бросил профессию инженера: «Инженером работать не хотелось, тоскливо как-то. Тогда платили зарплату сто двадцать рублей, я и подумал, что и музыкой уж эти деньги я заработаю, зато поезжу, буду более интересным делом заниматься».
В ВИА «Коробейники» поиграл год-полтора, и ансамбль распался. Часть его готовилась аккомпанировать Сенчиной. А у Намина в группе не было гитариста, и так в 1983 он прошёл прослушивание и его взяли в гастрольную поездку.
В Москве, по возвращении Намина и его группы из мирового турне, в ходе которого Намин знакомится с влиятельными людьми в западном шоу-бизнесе, он предложил Алексею Белову сделать программу на английском языке и собрать группу, ввиду того, что появилась возможность заключить контракт и записать пластинку с западной компанией. И в 1988 году Яненкова пригласили из подконтрольной Намину группы в «Gorky Park». По словам Стаса Намина: «вторым гитаристом в группу я решил взять Александра Яненкова, который тоже уже несколько лет работал у меня в группе (1983—1987). Он играл на гитаре не так ярко и профессионально [как Алексей Белов], но на сцене был очень обаятельным, привлекая поклонниц. Для имиджа такой группы, какую я решил создать, подобный персонаж играет важную роль, поскольку главный контингент поклонников глэм-хард-рока — девушки-подростки. А на них обаяние Яненкова действовало безотказно.»
Дети: Сын — Александр 2002 г.р. Дочь — Алина 2011 г.р.

## Дискография
Группа Стаса Намина
- 1986 — Мы желаем счастья вам! (2 LP)

Парк Горького
- 1988 — «Hit Me With The News» (demo)
- 1989 — «Gorky Park»
- 1992 — «Moscow Calling»
- 1996 — Stare
- 1998 — Protivofazza

Александр Маршал
- 2001 — «Белый пепел»